# 出版法 (中華民國)
《出版法》是中華民國政府過去管理出版物的最高法源依據，而《臺灣省戒嚴令》實施期間相關查禁的法源還包括有《臺灣省戒嚴期間新聞紙雜誌圖書管制辦法》、《出版法施行細則》、《社會教育法》、《戒嚴法》、《台灣地區戒嚴時期出版物管制辦法》以及《中華民國刑法》。

## 沿革
1914年12月4日，北洋政府公布了《出版法》，其中雖然使用了出版物的概念但是並未直接對出版物有所解釋，只是提供了有關出版之概念。

1914年4月2日，北洋政府公布了《报纸条例》。

1919年，北洋政府公布《管理印刷业条例》。

1930年12月16日，國民政府頒佈《出版法》，對報紙、書籍、雜誌及其他出版物之出版發行作出種種限制。其中要求以中國國民黨政綱與政策以及三民主義思想作為最高指導原則。同此法律規定由中華民國內政部擔任主要審理機關，而出版者出版刊物時必須申請登記並且自行限制出版品的內容。
不過雖然1935年7月15日立法院又通過了《出版法》修正案，但是因為條文變更太多反而使得實際操作上難以進行，最後在各界反對下修正法案並沒有施行。其中修正案規定報刊應於首次發行前填寫登記申請書，在經過發行所在地的地方主管官署核准後才能夠發行。到了1937年7月8日時，國民政府在經過修正後重新公布《出版法》，改將中國國民黨中央執行委員會宣傳部以及中華民國內政部共同列為為主管單位，而這也是第二次世界大戰結束後的版本基礎。
1947年10月24日，行政院在臨時議會提出了《出版法修正草案》，一度希望藉由行政手段修訂法律來進一步干預出版；但是因為當時社會輿論對於言論自由的要求，使得該次修正案最後未能通過。之後中華民國政府曾多次因為認定《出版法》過於寬鬆，而另外頒布其他輔助行政命令或者直接修正《出版法》。
1952年3月25日，立法院三读通过《出版法》。
1952年11月29日，内政部又公布《出版法》的“施行细则”。正当立法院提案要检讨施行细则违法之处，行政院却于1958年3月28日提出“《出版法》修正案”，企图变“违法的行政命令为合法”。
1958年5月21日，国民党中常会罔顾激烈的反对声浪，仍然决议“限立法院于本届会期内照原案通过”。6月20日，这一修正案完成了所谓的“立法程序”。《出版法》頒布了最後的修正版本，在規定中增加了撤銷登記的處分內容。

## 廢止
1987年《臺灣省戒嚴期間新聞紙雜誌圖書管制辦法》宣告廢止後，《出版法》成為許多出版物所要求符合的審查制度。最後行政院新聞局先是多次邀請業界討論《出版法》的存廢問題，之後經過立法院審議通過，1999年1月25日總統令公告廢止。

## 外部連結
- （繁體中文） 「出版法」（页面存档备份，存于）